# Список высших учебных заведений Еврейской автономной области
В список высших учебных заведений Еврейской автономной области включены образовательные учреждения высшего профессионального образования, находящиеся на территории Еврейской автономной области и участвовавшие в мониторинге Министерства образования и науки Российской Федерации 2015 года. Этим критериям в Еврейской автономной области соответствует 1 вуз .
Филиалы вузов, головные организации которых находятся в иных субъектах Российской Федерации, сгруппированы в отдельном списке. Порядок следования элементов списка — алфавитный.

## Список высших образовательных учреждений
| Название                                                     | Категория       | Год основания | Месторасположение | Число студентов |
| ------------------------------------------------------------ | --------------- | ------------- | ----------------- | --------------- |
| Приамурский государственный университет имени Шолом-Алейхема | государственный | 1989          | Биробиджан        | 2622            |